# Pietna
Pietna ist ein Dorf in der Gemeinde Krapkowice (Krappitz) in der Woiwodschaft Opole in Polen.

## Geographie

### Geographische Lage
Das Dorf Pietna liegt fünf Kilometer südlich des Gemeindesitzes und Kreisstadt Krapkowice und 29 km südlich der Woiwodschaftshauptstadt Opole (Oppeln). Der Ort liegt in der Nizina Śląska (Schlesischen Tiefebene) innerhalb der Kotlina Raciborska (Ratiborer Becken). Der Ort liegt am rechten Ufer der Osobłoga (Hotzenplotz). In der Umgebung befinden sich mehrere Teiche sowie landwirtschaftliche Nutz- und Waldflächen.
Durch Pietna verläuft die Wojewodschaftsstraße Droga wojewódzka 416, die von Krapkowice aus in südwestlicher Richtung nach Oberglogau (Głogówek) führt.

### Nachbarorte
Nachbarorte von Pietna sind im Nordosten Żywocice (Zywodczütz), im Südwesten Borek (Waldwinkel) und im Nordwesten Steblów (Stöblau).

## Geschichte

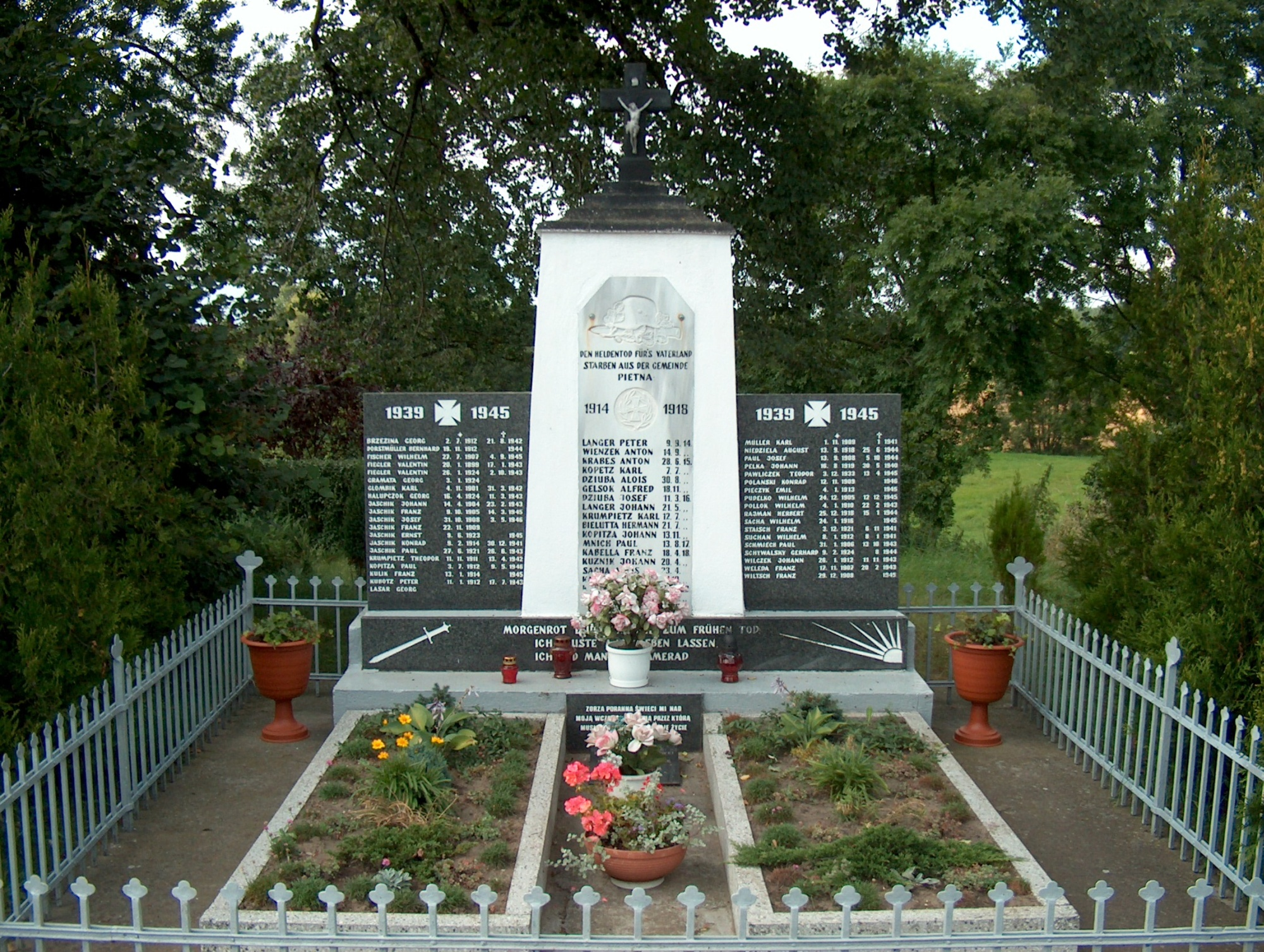
Ehrenmal für die gefallenen deutschen Soldaten aus Pietna

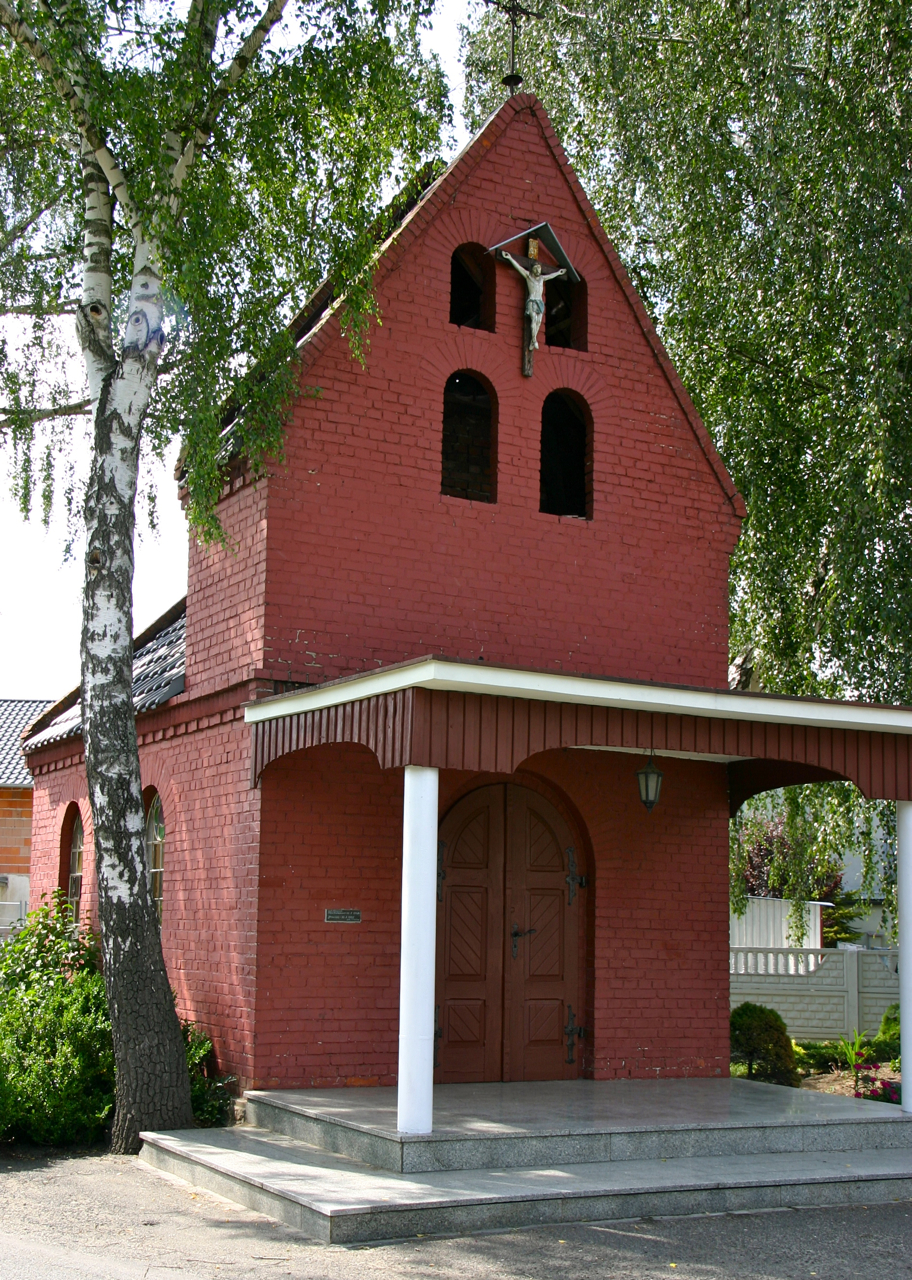
St.-Hedwigs-Kapelle

Das Dorf wurde wahrscheinlich 13. Jahrhundert angelegt, was Funde von Gefäßstücken aus jener Zeit belegen. Weitere Spuren menschlicher Siedlungen lassen sich an mehreren Plätzen finden. Auf einem Gedenkstein im Zentrum des Dorfes wird das Jahr 1298 als Gründungs- oder frühstes Erwähnungsjahr angegeben.
Die zum Herzogtum Oppeln gehörende Ortschaft wurde im Mittelalter als Laschic bezeichnet. Weitere Formen dieses Namens sind Laschkowic, Lascicz sowie Laschicze. Seit 1550 ist die Bezeichnung Pieten geläufig. Die Schreibweise Pietna wurde  erstmals 1784 erwähnt. Der Ortsname geht wahrscheinlich auf das Relief des umliegenden Geländes zurück. Es wird vermutet, dass der Name den Fuß eines Hügels bezeichnet. Eine weitere Möglichkeit ist die Herkunft von der Bezeichnung einer Trinkstelle von Wasser, die als Pitna bezeichnet wurde.
Von 1816 bis 1945 gehörte Pietna zum Landkreis Neustadt O.S. und war seit dem 1. Januar 1874 dem Amtsbezirk Stiebendorf eingegliedert.
Im Jahr 1845 zählte das Dorf 220 Einwohner, von denen 26 protestantischer Konfession waren. Es existierten 38 Häuser, ein Landgut, ein Gasthaus, eine Wassermühle und eine Sägemühle an der Hotzenplotz. Außerdem gab es in Pietna zwei Schmiede.
Am 15. Juni 1936 erfolgte die Umbenennung in Teichgrund. Da es auf dem Gebiet östlich der Oder-Neiße Linie liegt, kam es nach dem Zweiten Weltkrieg nach den Beschlüssen des Potsdamer Abkommens vom 2. August 1945 und völkerrechtlich endgültig mit dem Zwei-plus-Vier-Vertrag an Polen und die frühere Ortsbezeichnung Pietna wurde wieder eingeführt. Bis zur Verwaltungsreform von 1956 gehörte Pietna zum Powiat Prudnicki und danach zum neu errichteten Powiat Krapkowicki. Ebenfalls seit 1956 ist Pietna ein Ortsteil der Stadt- und Landgemeinde Krapkowice.
In den letzten Jahren erfolgten mehrere Maßnahmen zur allgemeinen Verschönerung des Dorfes. 2005 gewann Pietna den Wettbewerb „Piękna Wieś Opolska“ (Schönes Oppelner Dorf).

## Ortspartnerschaften

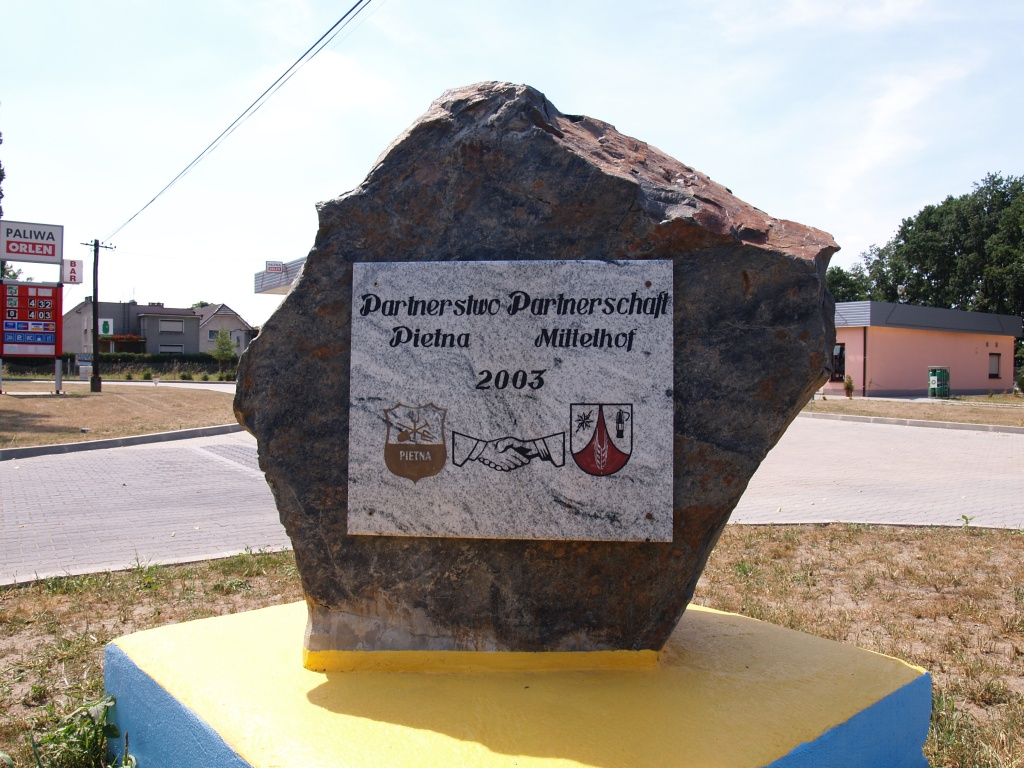
Gedenkstein: Partnerschaft Pietna–Mittelhof

Seit August 2002 pflegt Pietna eine Partnerschaft mit der Gemeinde Mittelhof in der Verbandsgemeinde Wissen. Die am 30. Mai  2003 urkundlich gefestigte Partnerschaft kam auf Initiative der Einwohner von Pietna zustande, die eine Partnerschaft mit einer deutschen Gemeinde anstrebten. Da die Stadt Krappitz bereits eine lange Partnerschaft mit der Stadt Wissen pflegt, wurde nach einer Gemeinde in der Wissener Verbandsgemeinde gesucht und schließlich mit Mittelhof ein Partner gefunden.

## Sehenswürdigkeiten
- St.-Hedwigs-Kapelle
- Denkmal für die Gefallenen beider Weltkriege
- Steinernes Wegekreuz von 1902
- Gedenkstein für die Partnerschaft Pietna–Mittelhof
- Dorfteich